# Carlos Bruce

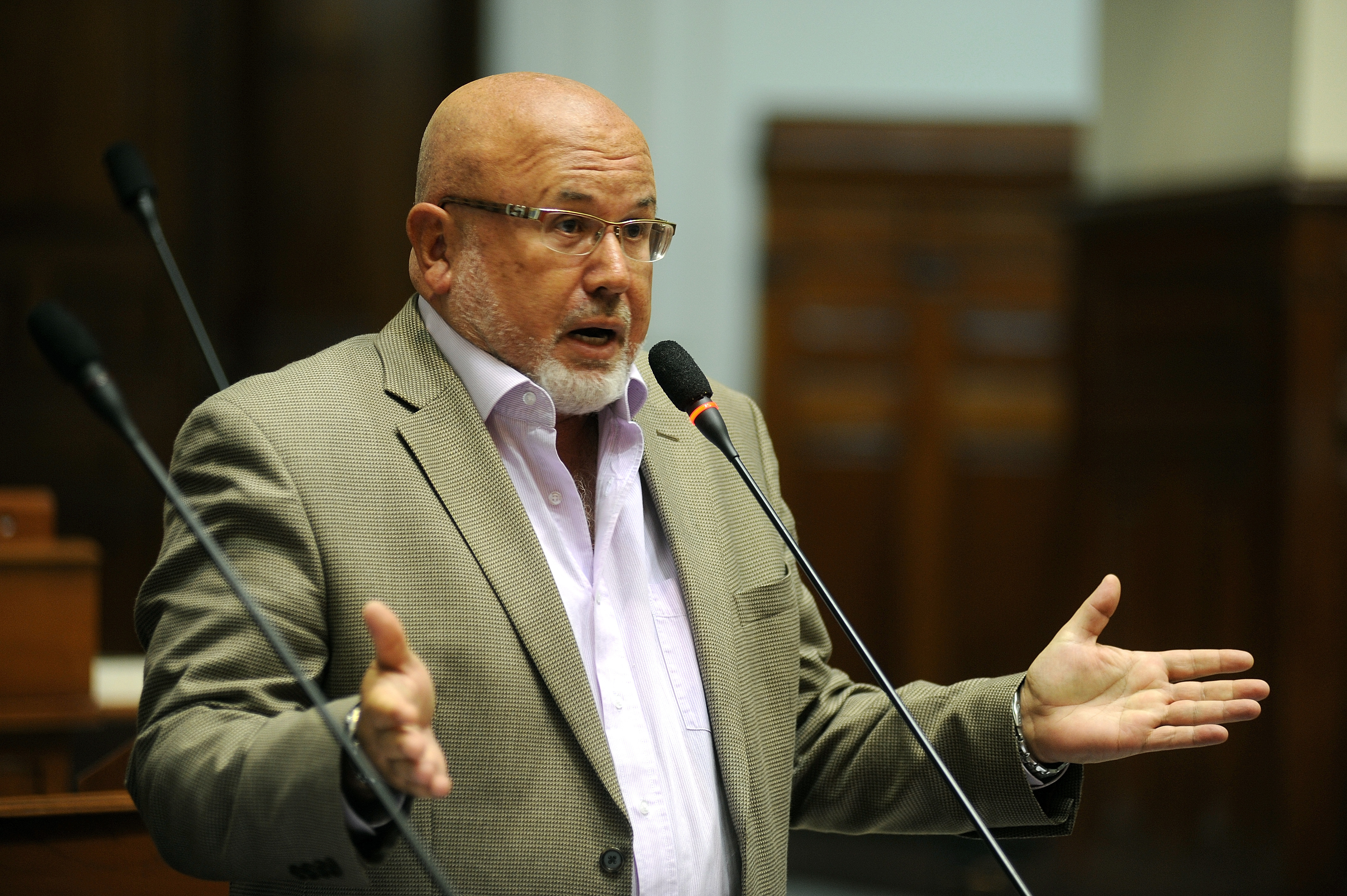
Carlos Bruce

Carlos Bruce (* 24. Februar 1957 in Lima) ist ein peruanischer Politiker der Perú Posible.

## Leben
Bruce studierte Wirtschaftswissenschaften an der Universidad de Lima. Von 1998 bis 2000 war er Präsident der Peruanischen Handelsorganisation ADEX. Unter Roberto Dañino war er vom 28. Juli 2001 bis 12. Juli 2002 Minister für besondere Aufgaben. Im Regierungskabinett von Alejandro Toledo war er vom 12. Juli 2002 bis 11. August 2005 Minister für Bau- und Wohnungswesen. Seit 2006 ist Bruce Abgeordneter im Kongress der Republik Peru. Bruce wohnt in Lima. Im Mai 2014 outete sich Bruce im Kongress als homosexuell.